# Oncești (Maramureș)
Pour les articles homonymes, voir Oncești.
Oncești (Váncsfalva en hongrois) est une commune roumaine du județ de Maramureș, dans la région historique de Transylvanie et dans la région de développement du Nord-Ouest.

## Géographie
La commune, composée du seul village d'Oncești, est très récente. Elle date de 2004 lorsque le village d'Oncești s'est détaché de la commune de Bârsana.
Le village est situé dans le nord-est du județ, dans la vallée de l'Iza, à 10 km au sud-est de Sighetu Marmației, la capitale historique de la Marmatie et à 50 km au nord-est de Baia Mare, la préfecture du județ.

## Histoire
La commune a fait partie du Comitat de Maramures dans le Royaume de Hongrie jusqu'en 1920, au Traité de Trianon où elle fut attribuée à la Roumanie avec toute la Transylvanie.

## Démographie
En 1910, le village comptait 1 345 Roumains (91,6 % de la population) et 119 Allemands (8,1 %).
En 1930, les autorités recensaient 1 367 Roumains (89,1 %) et 106 Juifs (7,2 %) qui furent exterminés par les Nazis pendant la Seconde Guerre mondiale.
En 2002, le village comptait 1 549 Roumains (100 %).
| 1880  | 1900  | 1910  | 1930  | 1956  | 1977  | 1992  | 2002  | 2007  |
| ----- | ----- | ----- | ----- | ----- | ----- | ----- | ----- | ----- |
| 1 070 | 1 365 | 1 469 | 1 475 | 1 598 | 1 628 | 1 644 | 1 549 | 1 540 |